# Vilmos Győry
Vilmos Győry, född 7 januari 1838 i Győr, död 14 april 1885 i Budapest, var en ungersk författare.
Győry var en flitig och mångsidig författare och översättare. Han har översatt en mängd svenska diktverk, bland annat Frithiofs saga. Bland hans övriga arbeten märks Svéd költökböl ("Svenska skalder", 1883).